# Passaliolla eugastrica
Passaliolla eugastrica är en skalbaggsart som beskrevs av Edgar von Harold 1869. Passaliolla eugastrica ingår i släktet Passaliolla och familjen Aphodiidae. Inga underarter finns listade i Catalogue of Life.